# Frascaro
Frascaro (Frasché in piemontese) è un comune italiano di 430 abitanti della provincia di Alessandria, in Piemonte.

## Storia
È molto difficile, a causa della mancanza di documenti, stabilire la data di nascita di Frascaro. È forse più semplice spiegare l'etimologia del suo nome: secondo l'ipotesi più accreditata, la parola FRASCARO deriverebbe da “frasca” e questo perché il primo nucleo di abitazioni sarebbe sorto a ridosso o all'interno di un'area boscosa, probabilmente il bosco della “Cerreta”o “Cerveta”.
La presenza di un villaggio barbarico, risalente al periodo compreso tra la metà del V e la metà del VI sec. d.c. è quasi certa sulle basi di quanto venuto alla luce in regione “Isola Grande”, in seguito ai lavori per la costruzione della variante della S.S.30 “Valle Bormida”. Si tratterebbe di un villaggio barbarico abitato da una popolazione di origine germanica, come sembrerebbe provare il rinvenimento di scheletri, di sesso maschile, che presentavano deformazioni craniche diffuse nelle tribù della Germania Orientale.
Nell'Alto Medioevo, Frascaro, faceva probabilmente parte del territorio della “Scamelaria”, insieme a Gamalero. In seguito ad alcuni Diplomi imperiali (**), il suddetto territorio passò sotto la giurisdizione del Vescovo di Acqui Terme. Secondo il Ghilini, la fondazione di Frascaro era addirittura antecedente a quella di Alessandria, in quanto faceva parte dell'antico territorio di Gamondio, insieme ad altri paesi (***). Questa tesi è osteggiata da altri storici, in particolare il Canonico G. Buzzi (autore della “Storia di Gamondio”) criticava la tesi del Ghilini sostenendo che la fondazione di Frascaro fosse posteriore a quella di Alessandria, in quanto il suo nome non era citato negli Statuti Alessandrini del 1300 e nei Cataloghi del 1350 e che veniva nominato, per la prima volta, nel 1393 nel Registro delle Matricole.
Il primo sicuro cenno di Frascaro lo troviamo in due documenti notarili del 1192, citati dallo storico F. Gasparolo. Nel primo (Febbraio 1192) a tal Guglielmo di Frascaro veniva concesso un prestito in denaro da Rolando di Canneto e da Grillo; nel secondo (Settembre 1192) un certo Bonizzone da Frascaro concedeva a Bongiovanni da Pena un mutuo gratuito di otto lire (probabilmente si trattava di lire tortonesi) con l'obbligo di restituirlo entro l'anno successivo. Tutto questo fa presumere, che Frascaro, se non come entità politica, esisteva come entità fisica.
Frascaro e il suo territorio non restarono del tutto estranei alle lotte tra Guelfi e Ghibellini. Questi ultimi, nel 1315, con l'aiuto di Marco Visconti Signore di Milano, si impossessarono della città di Alessandria, ma senza porre fine alla guerra tra le due fazioni. Gamalero e Frascaro, ritornati in mano ai Guelfi, subirono una dura punizione da parte di Marco Visconti, il quale, come riporta lo storico Ghilini, “li prese a viva forza mettendo a soqquadro tutto il paese e in grande confusione”. Nello stesso anno Alessandria e il suo contado entrarono a far parte del Ducato di Milano, sotto la Signoria dei Visconti, e vi rimasero, pur tra alterne vicende, sino al 1595. Nel 1402, alla morte di Gian Galeazzo Visconti, il casalese Facino Cane (*) si impadronì di Alessandria. Appena un anno dopo, gli Alessandrini, capeggiati da Guido del Pozzo, dai fratelli Obizo e Tommaso Trotti, diedero vita ad una rivolta contro Facino Cane, assente dalla città perché impegnato nell'assedio della città di Piacenza. Informato della ribellione, egli abbandonò l'assedio e si diresse su Alessandria per riprenderne il controllo. I fratelli Trotti, per sottrarsi alla vendetta del casalese, si rifugiarono a Frascaro nel castello di proprietà (occupava l'area a ridosso dell'attuale edificio comunale scendendo verso via Mazzini), ma fu inutile. Dice il Ghilini: “ritornò, li prese con l'inganno, li giustiziò e ne confiscò i beni”. La ferocia di Facino Cane si accanì, anche, contro il castello che fu distrutto completamente. I beni confiscati, probabilmente, passarono alla famiglia ghibellina degli Angeleri, che approfittarono dell'occasione per istituire un “Benefizio Parrocchiale” con il titolo di S. Nicolao, con diritto di nomina del “Prevosto”. Tale diritto venne, poi ceduto alla famiglia Guasco.
Imitando le decisioni prese, alcuni anni prima, dagli abitanti del quartiere Marengo, quelli di Gamondio, con atto sottoscritto in Santa Maria della Corte il 9 aprile 1486, concordarono di ripartire il Bosco della Cerreta tra le seguenti famiglie: Merlani, Frascaria, Porta, Boidi, Martina, Granari, Spandonari, Baratta, Angeleri, Falaneri, Lanzavecchia, Filiberti, Milanesi, Buscaci, Bagiazza, Giuberti, Castellani, Trucchi, Zavattarello, Bevilacqua, Bagliani, Gatti, Tordella, Bellini, Stracca, Gandini, Malvicini, Porchi, Masuale, Gambarotta, Antichi, Barberi, Vespa, Pellati, Canefri, Lerma, Felizzani, Gamaleri, Cacciaguerra, Ardizzone, Ottobelli, Macia, Fornari, Boschi, Cermelli, Rossi, Ratti, Tempia, Cappelli, Pettinari, Trotti, Aulari.
Il 13 luglio 1534, Frascaro entrò a far parte dei “Corpi Santi” della città di Alessandria. La permanenza nei “Corpi Santi” durò (secondo gli storici Buzzi, Guasco e Casalis) sino al 1658, anno in cui Frascaro decise di staccarsi per inadempienza agli obblighi assunti dalla città di Alessandria. 
Il 10 maggio 1674 il conte Carlo Guasco di Bisio acquistò da re Carlo II, tramite la Regia Camera di Milano, il feudo di Frascaro, al prezzo di £ 2.332 (lire imperiali), con lo scopo di unirlo ai terreni della cascina “Aymonetta”. Secondo il Chenna, il territorio di Alessandria si divideva in varie zone: la città, circondata dalle mura, il contado, che rappresentava la zona rurale, e le terre separate, che godevano di una certa autonomia, ma erano comunque soggette alla città.

### Simboli
Lo stemma e il gonfalone del comune di Frascaro sono stati concessi con decreto del presidente della Repubblica del 9 febbraio 1994.

## Monumenti e luoghi d'interesse
- Chiesa parrocchiale di San Nicolao

## Società

### Evoluzione demografica
Abitanti censiti

## Cultura

### Eventi
- "Frascaro in Fiore" la prima domenica di aprile (mostra-mercato di piante, fiori e attrezzature per il giardino)[6]
- "Frutti e buoi… dei paesi tuoi" la terza domenica di settembre (mostra-mercato di piante, animali, cibi tradizionali, rari e curiosi)[7]

## Amministrazione
Di seguito è presentata una tabella relativa alle amministrazioni che si sono succedute in questo comune.
| Periodo        | Periodo        | Primo cittadino          | Partito                                       | Carica  | Note  |
| -------------- | -------------- | ------------------------ | --------------------------------------------- | ------- | ----- |
| 2 luglio 1985  | 21 maggio 1990 | Giovanni Conta           | -                                             | Sindaco | [ 8 ] |
| 21 maggio 1990 | 24 aprile 1995 | Orazio Francesco Barresi | -                                             | Sindaco | [ 8 ] |
| 24 aprile 1995 | 14 giugno 1999 | Orazio Francesco Barresi | centro-sinistra                               | Sindaco | [ 8 ] |
| 14 giugno 1999 | 14 giugno 2004 | Remo Patris              | lista civica                                  | Sindaco | [ 8 ] |
| 14 giugno 2004 | 8 giugno 2009  | Remo Patris              | lista civica                                  | Sindaco | [ 8 ] |
| 8 giugno 2009  | 26 maggio 2014 | Pietro Ciberti           | lista civica: noi per Frascaro                | Sindaco | [ 8 ] |
| 26 maggio 2014 | 26 maggio 2019 | Pietro Ciberti           | lista civica: noi per Frascaro                | Sindaco | [ 8 ] |
| 26 maggio 2019 | 9 giugno 2024  | Pietro Ciberti           | lista civica: noi per Frascaro                | Sindaco | [ 8 ] |
| 9 giugno 2024  | in carica      | Massimo Nisticò          | lista civica: uniti per Frascaro e Tacconotti | Sindaco | [ 8 ] |

## Galleria d'immagini

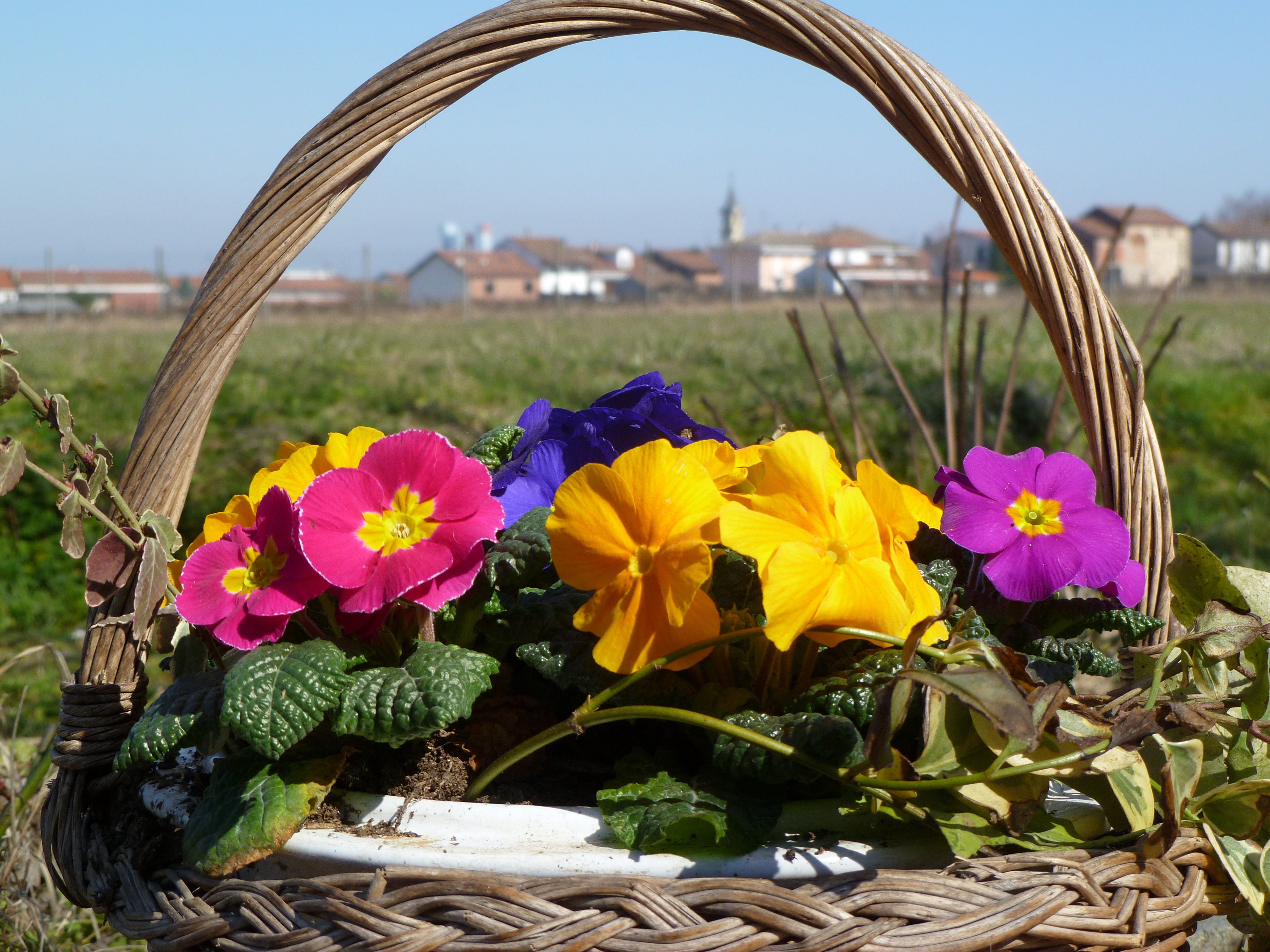
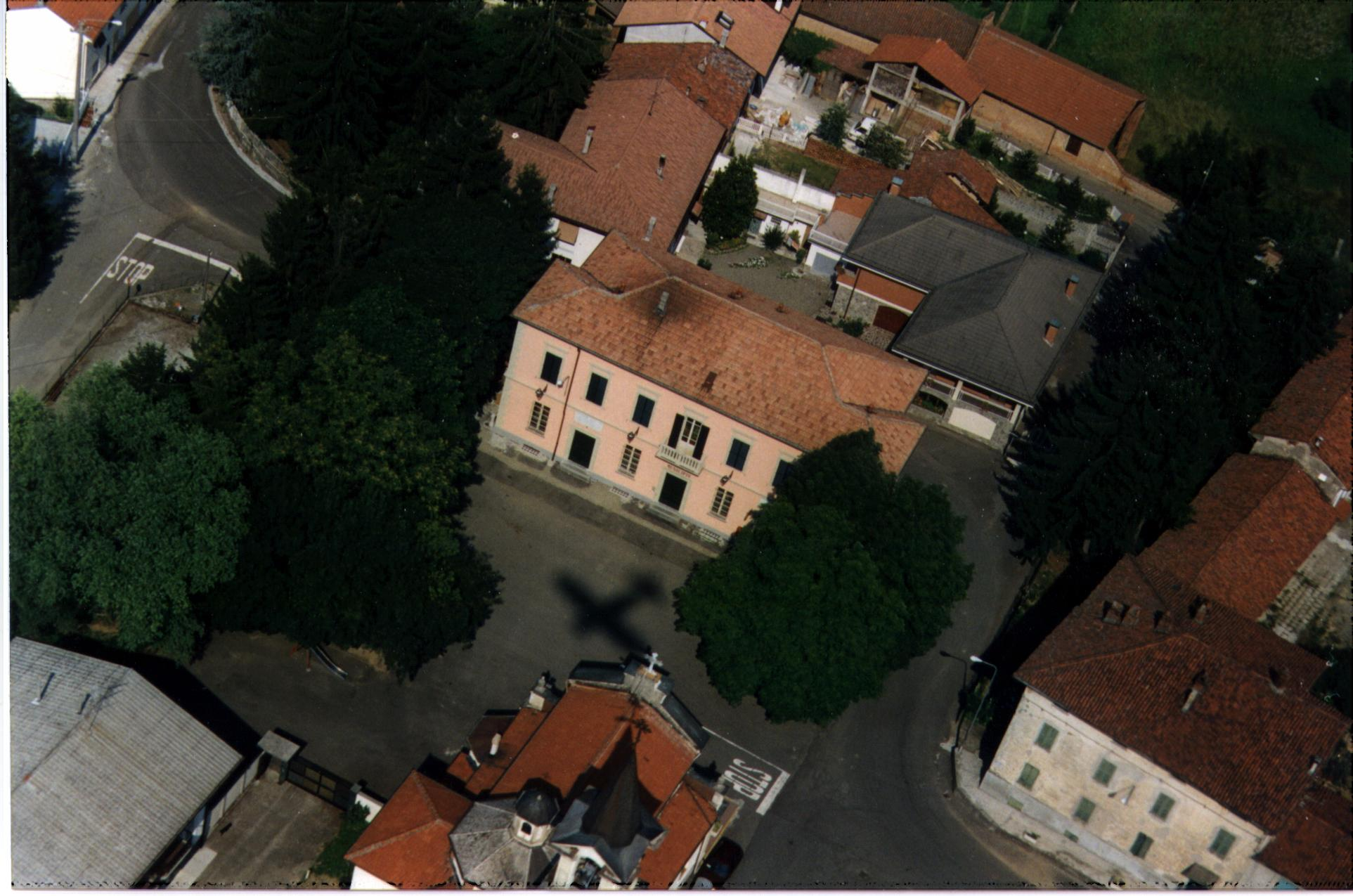
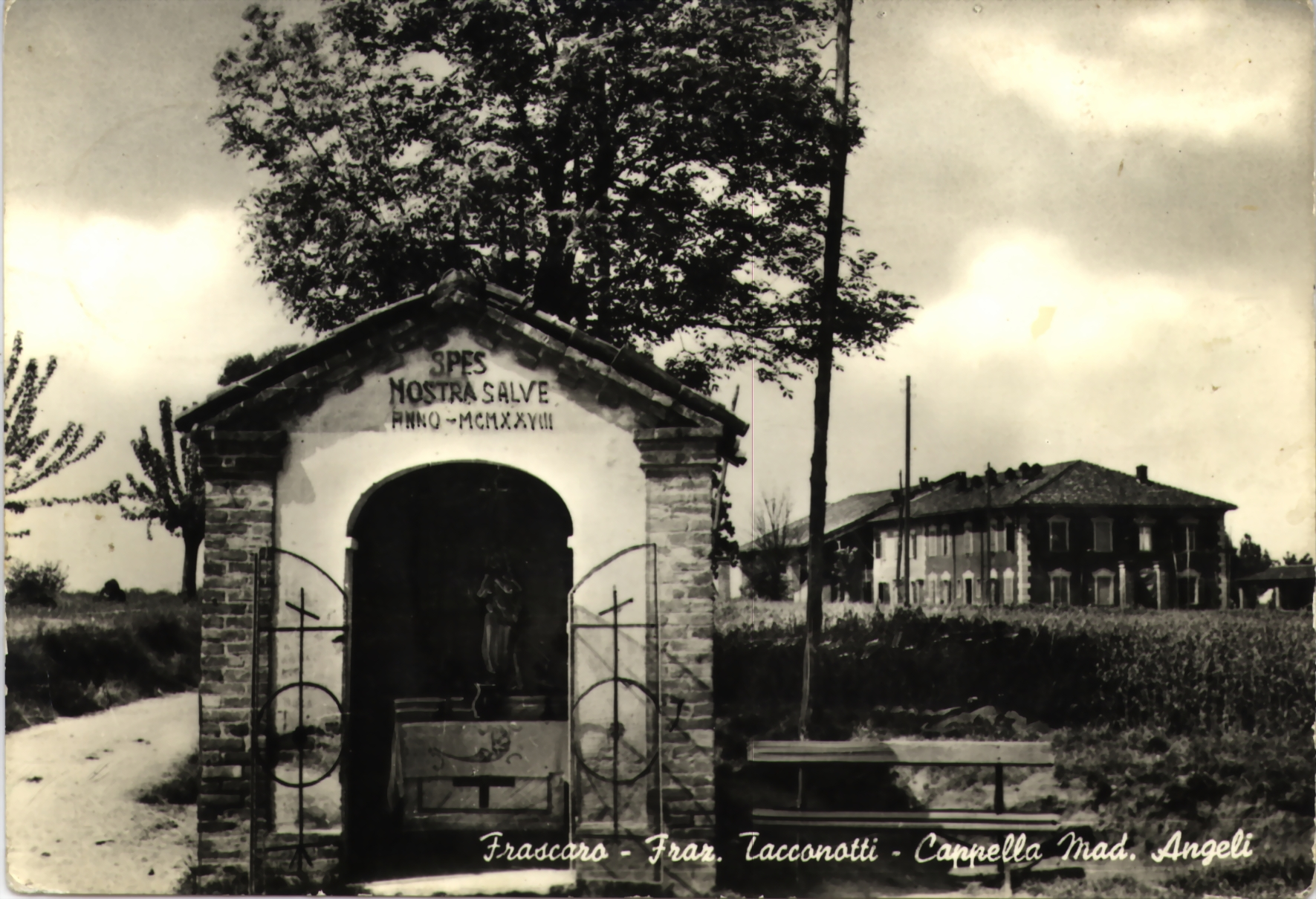
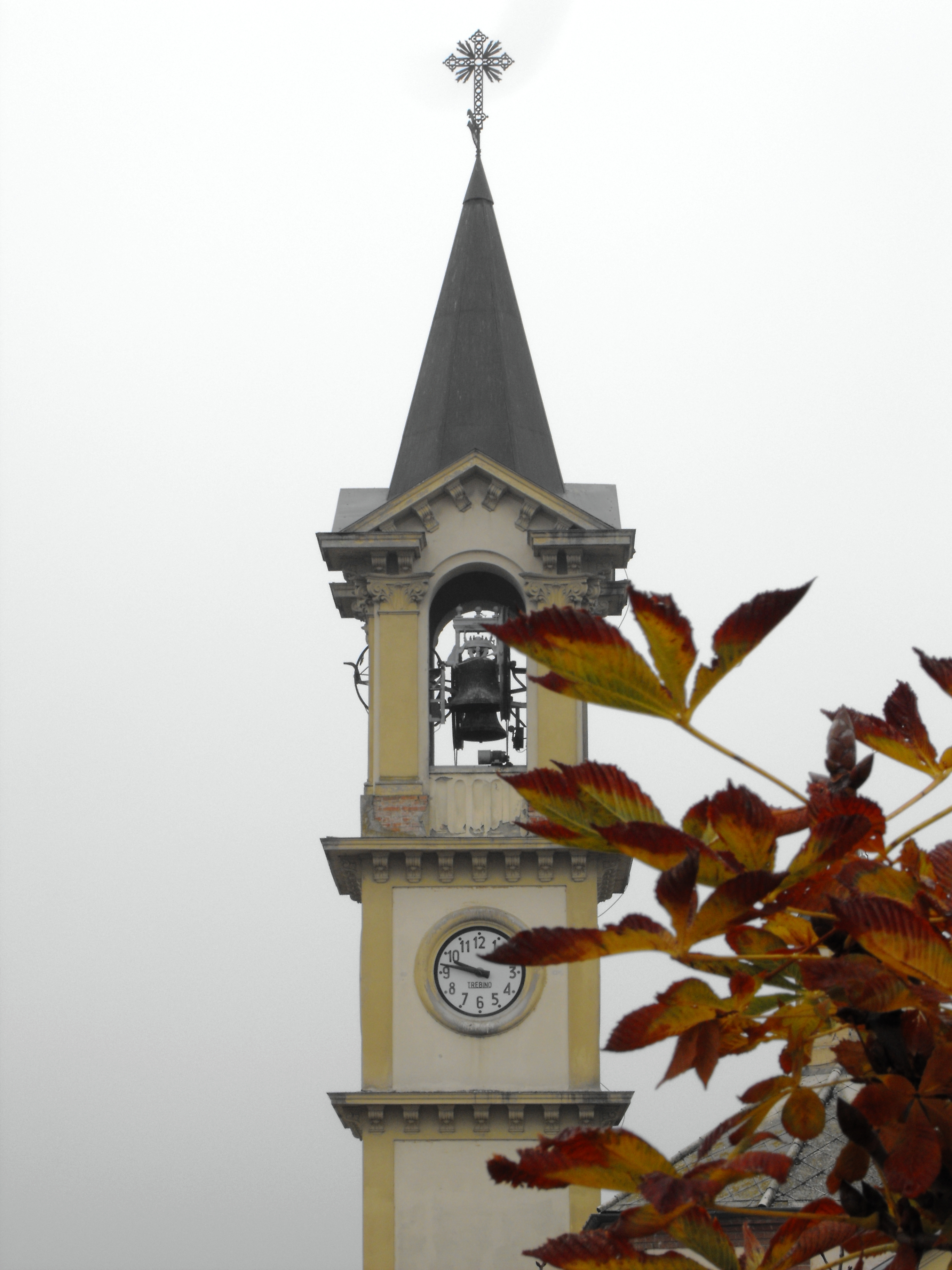
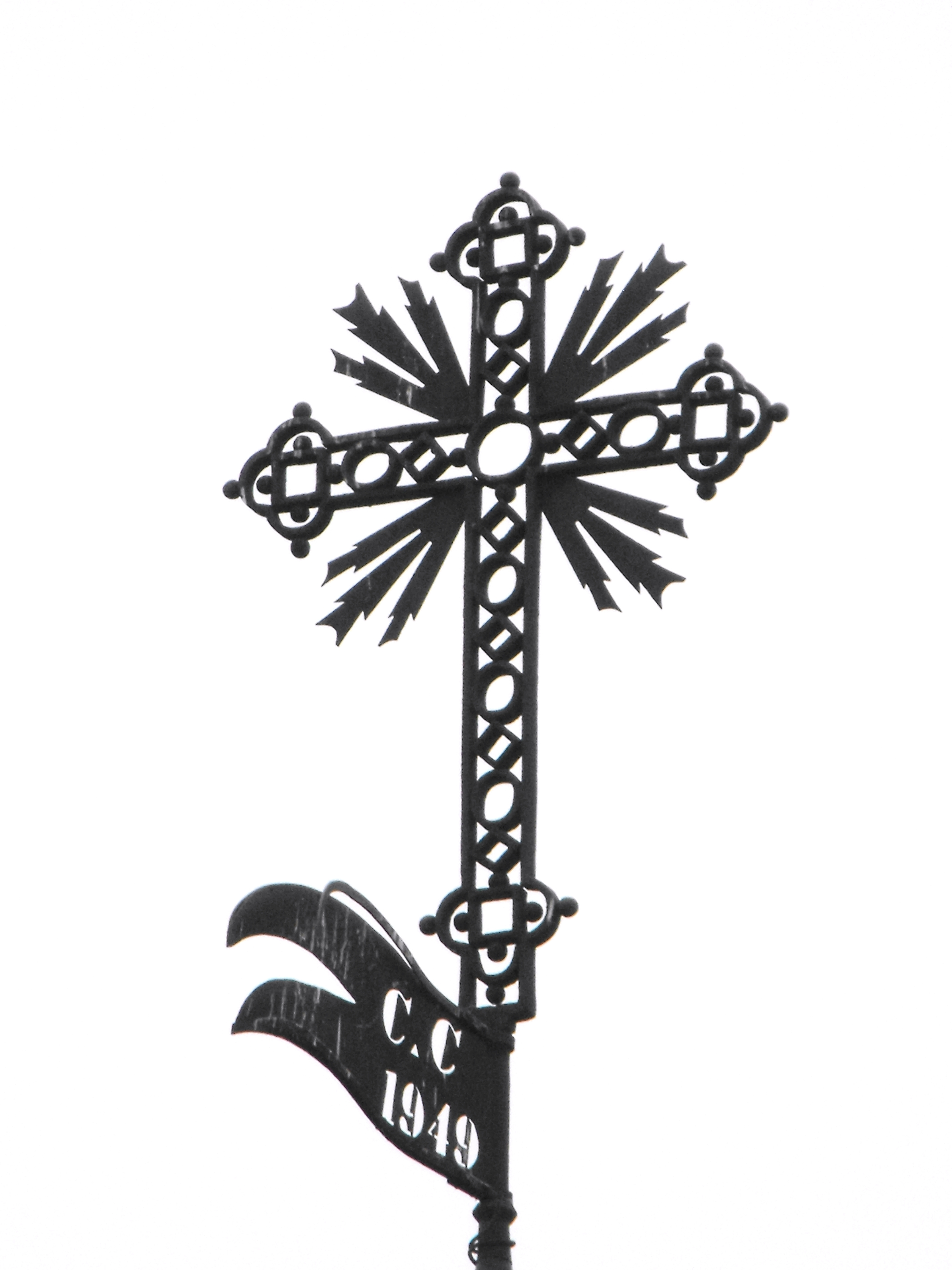
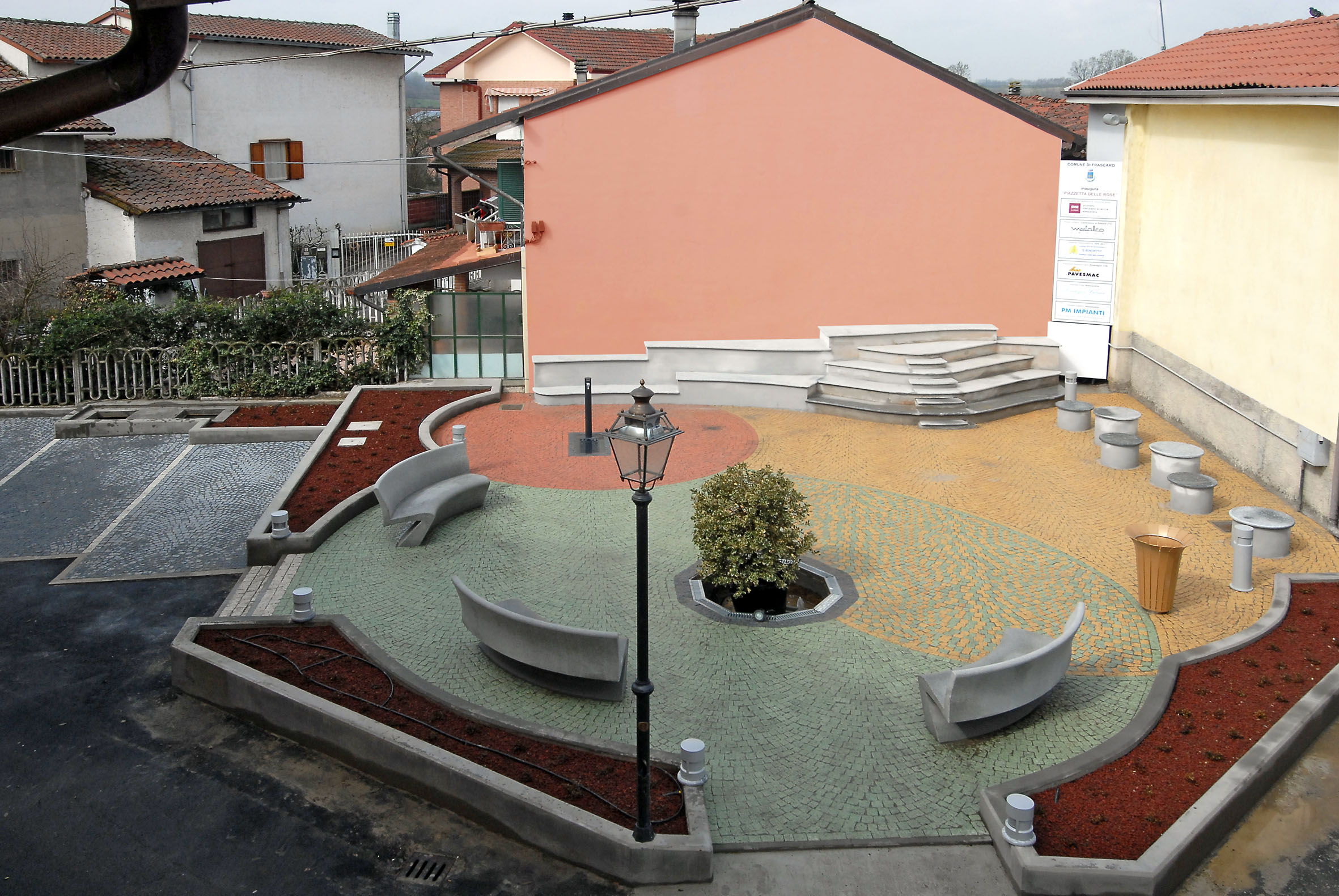
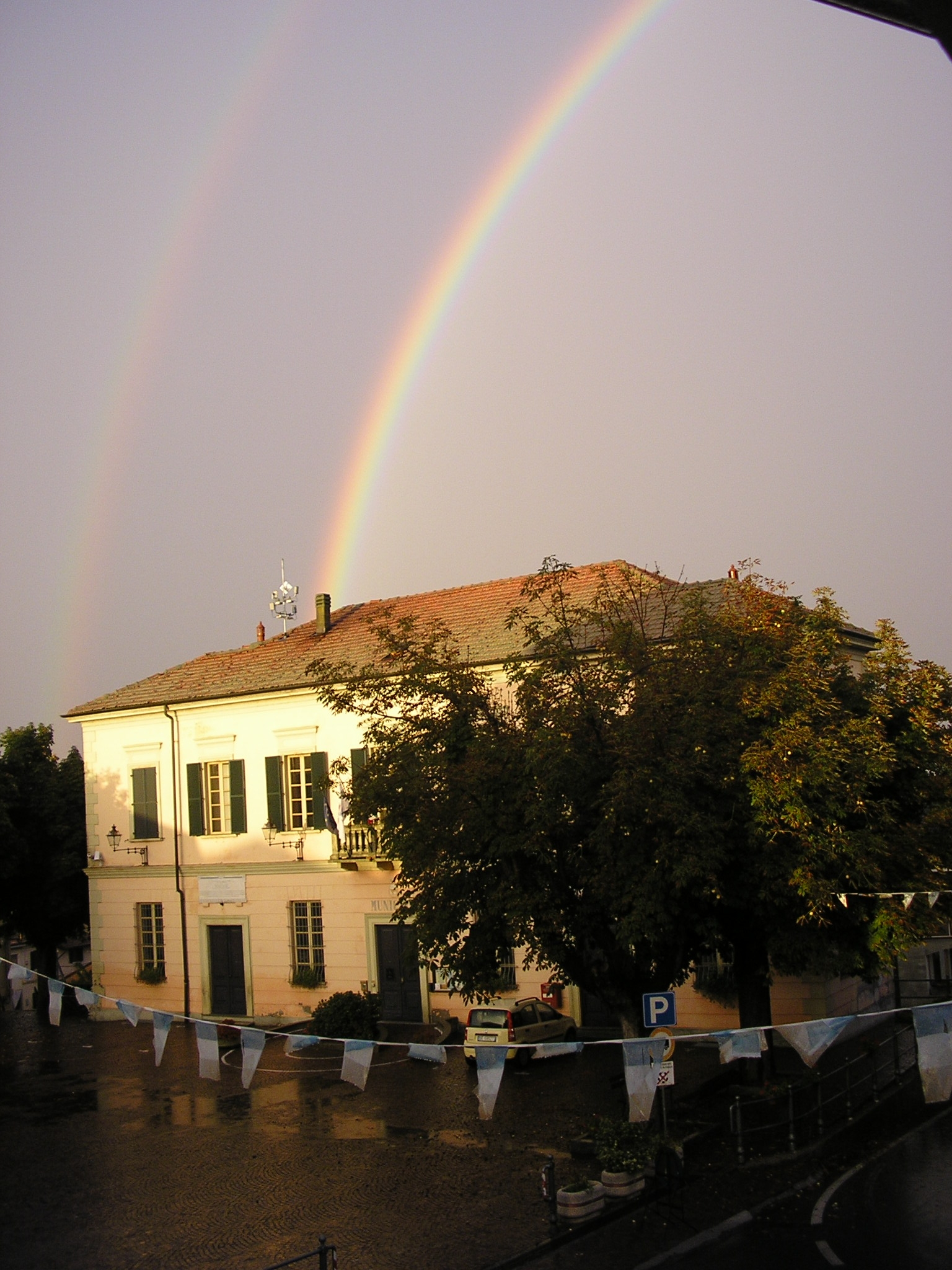
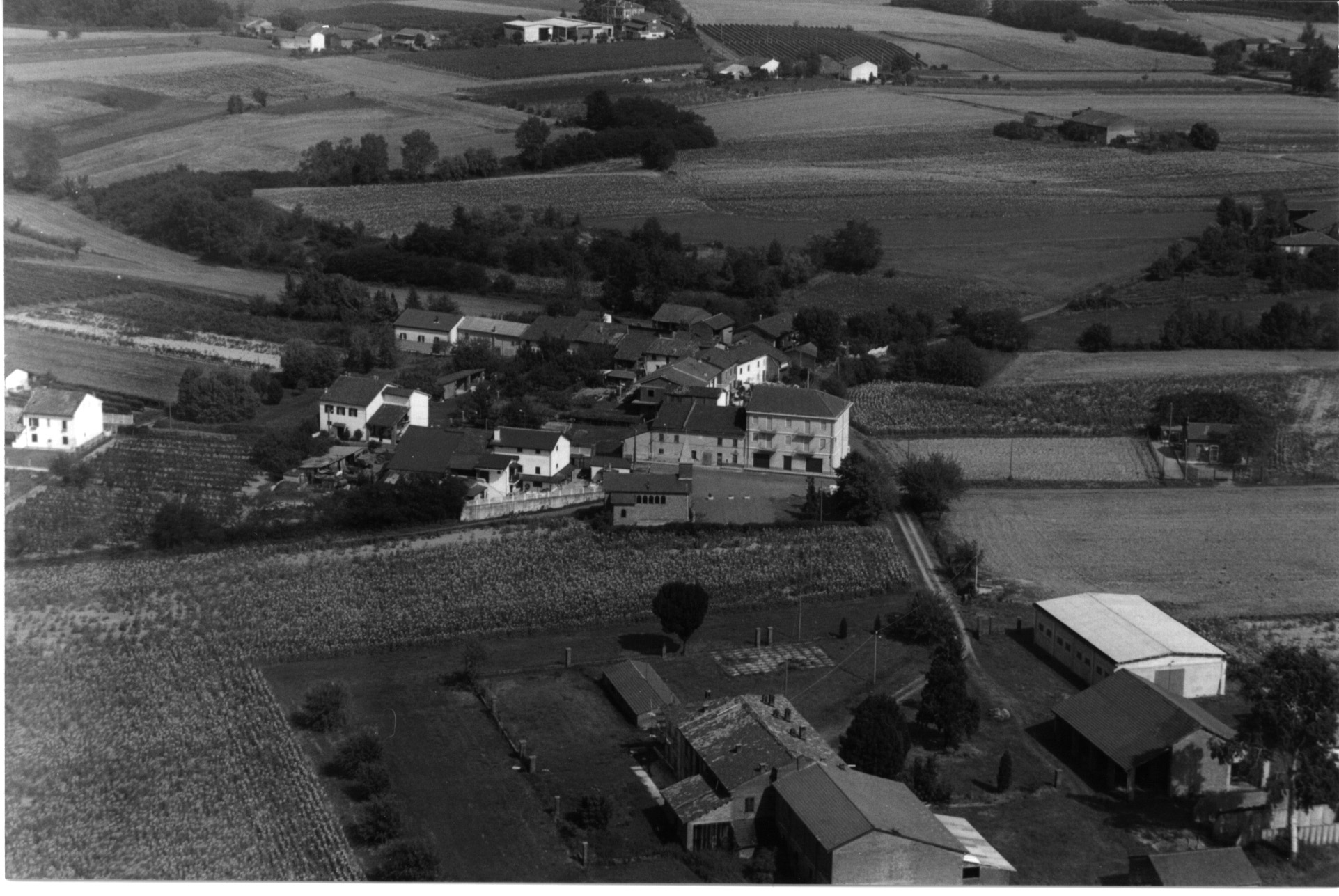
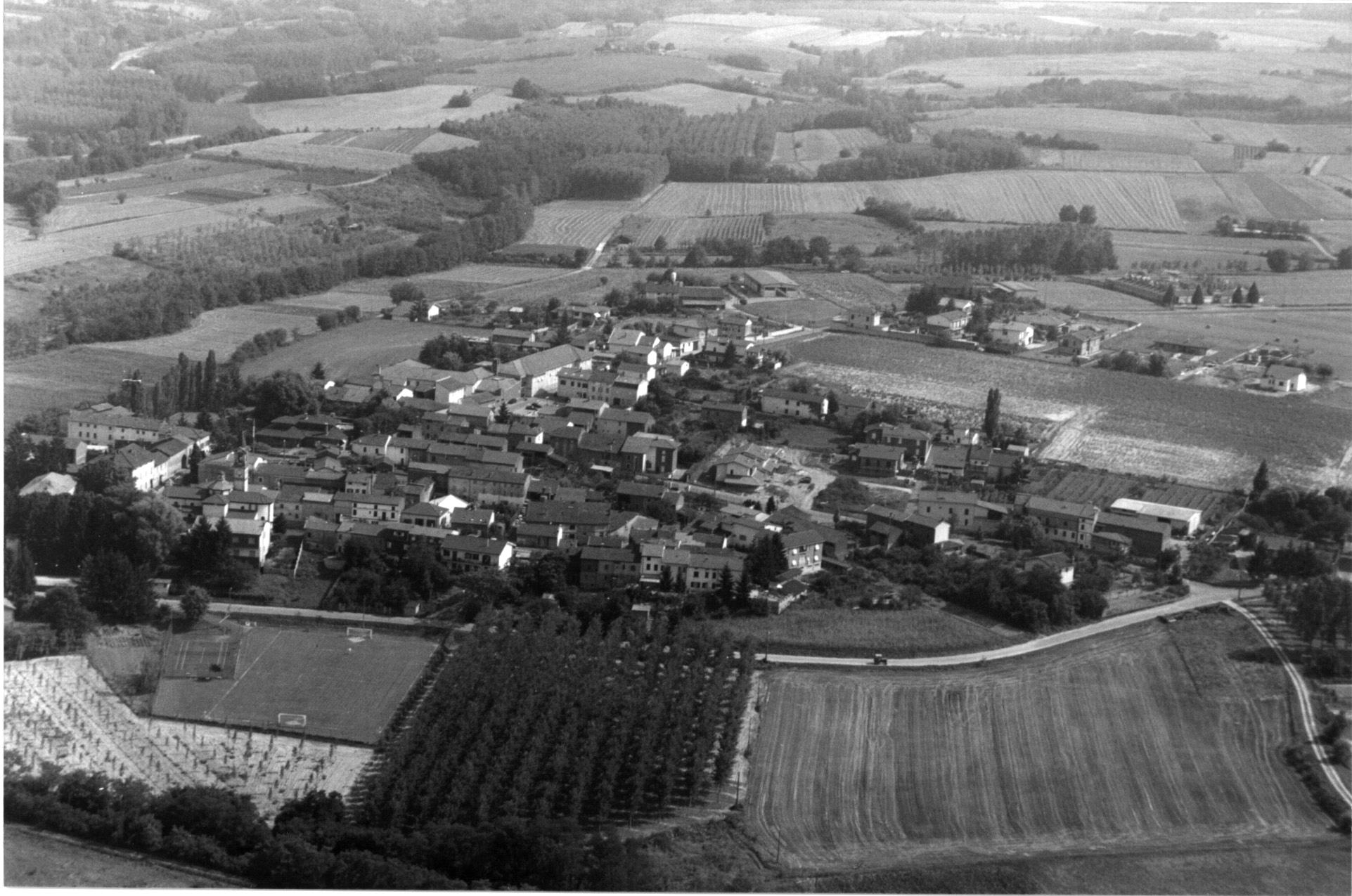
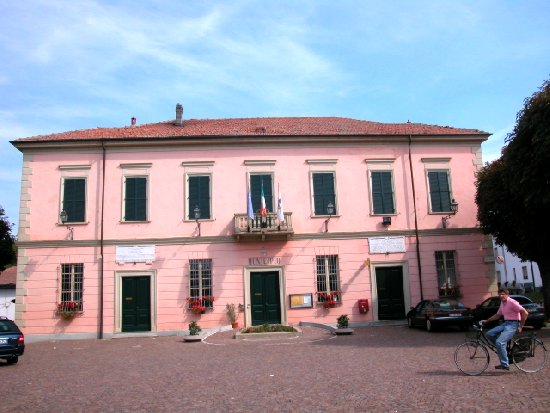
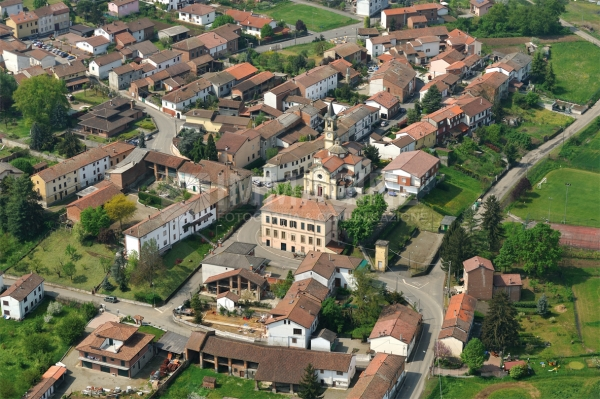
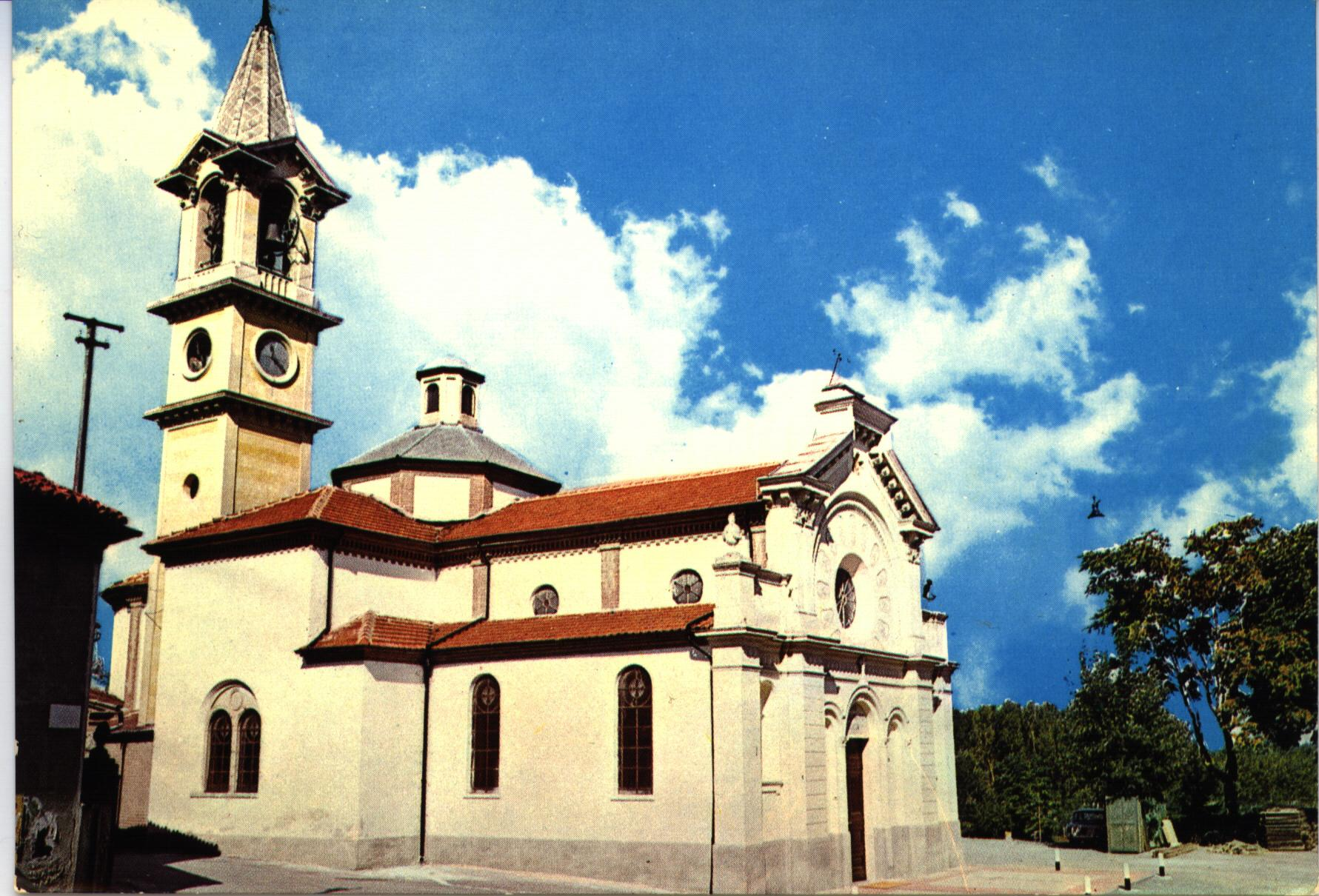